# Pristimantis andinognomus
Pristimantis andinognomus Lehr & Coloma, 2008 è una rana della famiglia Strabomantidae.